# Tashlan
Tashlan (Engels: Tashlan) is een personage uit Het laatste gevecht van De Kronieken van Narnia door C.S. Lewis. 

## Het laatste gevecht
De aap Draaier beweert dat Tash en Aslan een en dezelfde zijn, en duidt ze aan als Tashlan. Aslan, die daar in de verschijning van een Lam aanwezig is, zegt dat dit niet kan, omdat aan Tash mensenoffers worden gebracht. Tashlan komt overeen met de Antichrist. 